# Daf (instrumento musical)

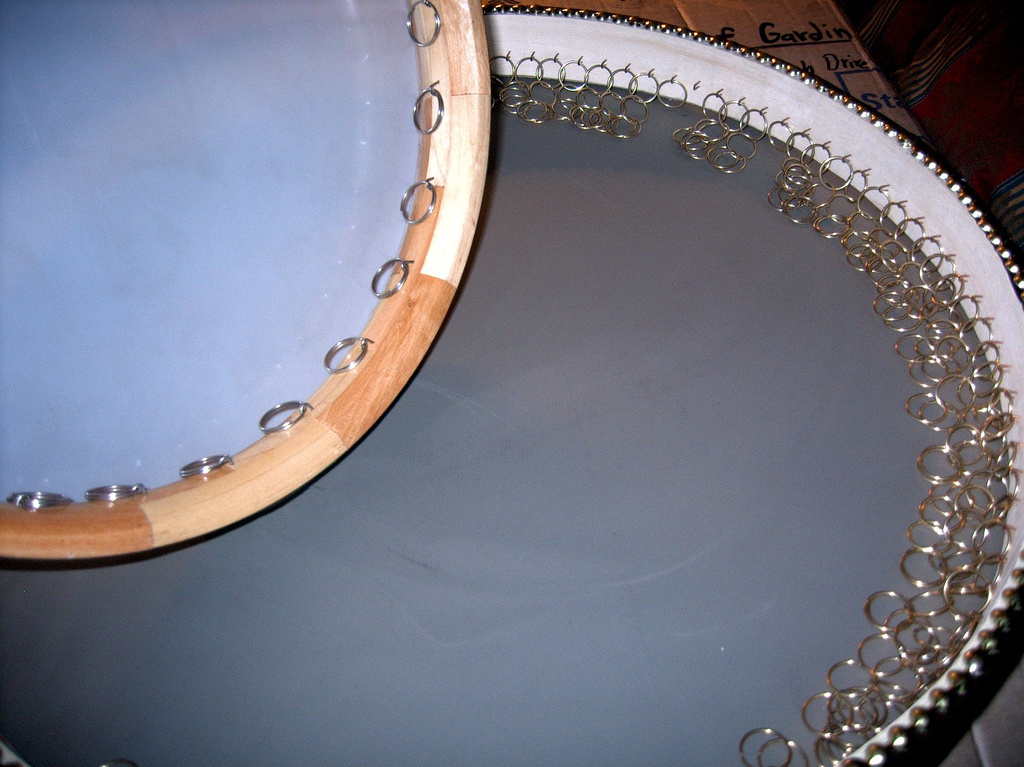
Daf persa.

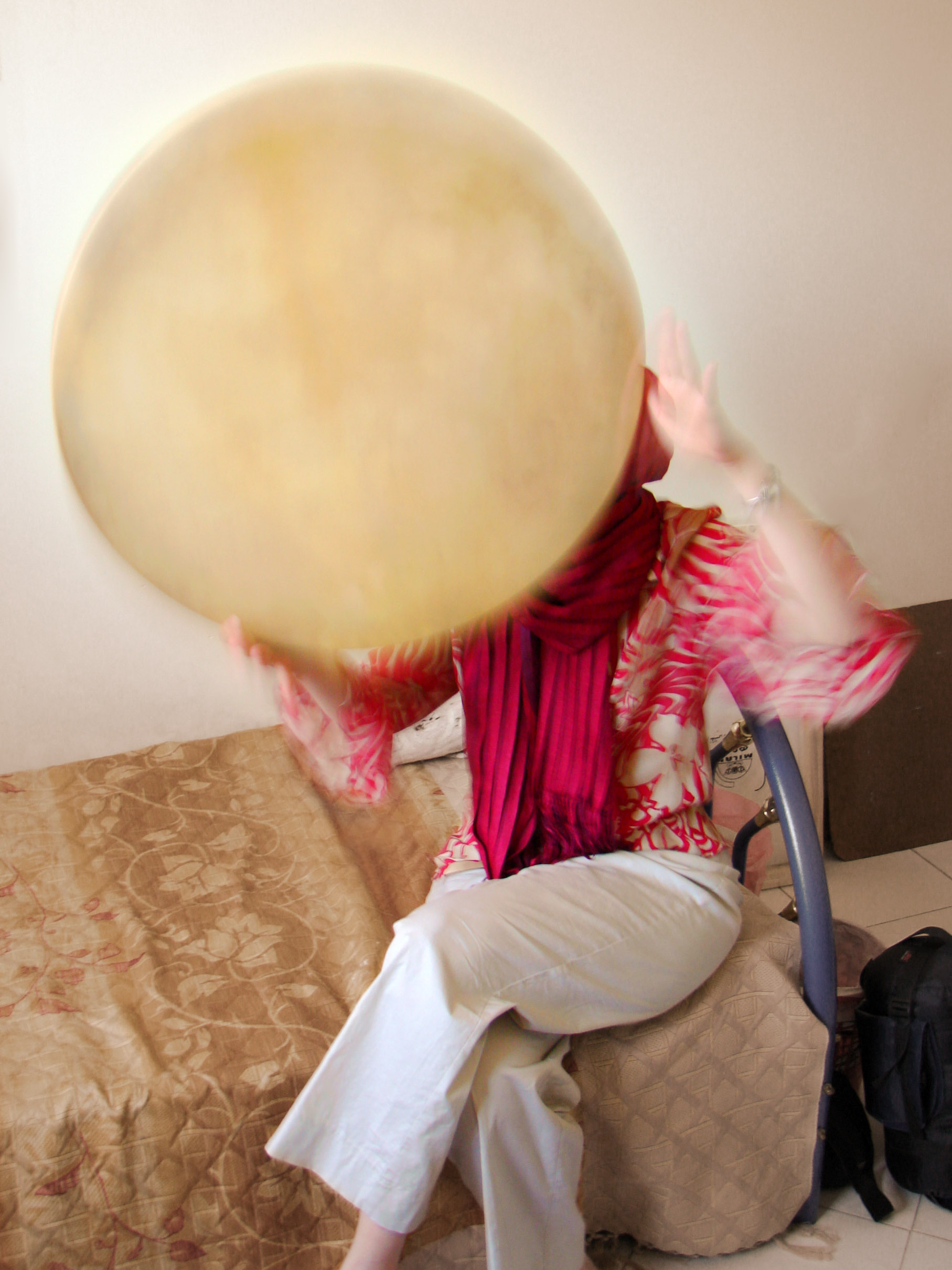
Uma mulher tocando um daf.

O daf, ou dafi (em persa, curdo, árabe, urdu: ﺩﻑ; khowar: ﮈﻑ, do persa médio: dap) é um instrumento de percussão membranofone persa pertencente ao grupo de tambor de armação. É usado na interpretação da música popular e clássica. Normalmente, o quadro é feito com uma madeira dura com inúmeras placas metálicas anexadas, sendo a membrana geralmente de pele de cabra. O daf é característico do Oriente Médio, Curdistão, Irã, Armênia, Paquistão, Turquia, Tadjiquistão e no Azerbaijão, e normalmente utilizado para acompanhar cantores e artistas tambura, violino, oud, saz e outros instrumentos do Oriente Médio. Alguns daf têm címbalos pequenos, o que os torna análogos a um grande tamborim. A palavra daf deu origem ao "adufe" português e espanhol.

## História
Os primeiros registros do daf datam do Período Sassânida no Irã. O nome de daf em pálavi (uma antiga língua iraniana) é dap. Portanto, a palavra daf é uma forma árabe da palavra dap. Alguns desenhos foram encontrados em pinturas que remontam antes da era cristã. A presença do dap iraniano nos relíquios de Beistum sugere que o dia existia antes do surgimento do islamismo. Dafs faziam parte da música religiosa no Irã muito antes do surgimento do Islão. A música iraniana sempre foi uma ferramenta espiritual. E a Dinamarca desempenhou um papel importante na medida em que o Irã masdeísta emergiu como um elemento importante durante o período sassânida na dinastia Kavusakan. Há também uma espécie de tambor de quadro quadrado nas esculturas de pedra de Taq-e Bostan (outro monumento famoso localizado a 5 km a nordeste da cidade de Quermanxá). Estes tambores de quadro eram tocados no antigo Oriente Médio (principalmente por mulheres em sociedades curdas), Grécia e Roma e alcançaram a Europa medieval através da cultura islâmica.
O Noruz (o primeiro dia do Ano Novo iraniano e o Festival Nacional dos povos iranianos e outras ocasiões festivas foram acompanhados pelo som do daf durante o período sassânida (224-651). Durante este período, o daf foi tocado para acompanhar a música clássica. Os dafs iranianos também foram usados na corte para tocar em modos e melodias de música tradicionais. Essa música tradicional ou clássica foi criada por Barbade e se chamou Cosravani em referência ao rei Cosroes II. que esses modos foram usados para acompanhar a recitação das orações do Mazerista (Zoroastrismo), esses modos foram preservados até nossos dias passando de professor para aluno, e hoje são chamados de sistema radif e dastgah. perdido, mas muitos dos que foram conservados até nossos dias voltam ao período sassânida. foi produzir ritmos extremamente complexos e intensos, ajudando a entrar em trance e alcançar um alto estado espiritual. É por esta razão que a daf sempre esteve relacionada com a religião no Irã.
Os mouros apresentaram a daf junto com outros instrumentos musicais do Oriente Médio para a Espanha, e os espanhóis adaptaram e promoveram a Dinamarca e outros instrumentos musicais (como a guitarra) na Europa medieval. No século XV, a daf só foi usada nas cerimônias de sufis; os otomanos reintroduziram na Europa durante o século XVII.
A arte de administrar o daf no Curdistão iraniano e outras partes do Irã chegou até os dias de hoje graças aos esforços dos Sufis iranianos. O daf ainda desempenha um papel importante na arte musical persa (música tradicional e clássica), como ocorreu nos tempos antigos.

## Dayereh
O Dayereh é um instrumento usado para manter o ritmo da música. Este instrumento é menor do que o daf. A membrana é construída de pele de cabra esticada sobre um anel de madeira. Ao longo da borda, o dayereh possui uma série de pares de discos metálicos em movimento, que produzem um breve brilho quando o artista atinge o dia com os dedos eo pulso da mão. Tradicionalmente dayereh é um instrumento que as mulheres tocam. Às vezes, é usado durante festividades.